# Ліхиня
Ліхиня (пол. Lichynia, нім. Lichnia) — село в Польщі, у гміні Лесьниця Стшелецького повіту Опольського воєводства.
Населення — 448 осіб (2011).

## Демографія
Демографічна структура станом на 31 березня 2011 року:
|          | Загалом | Допрацездатний вік | Працездатний вік | Постпрацездатний вік |
| -------- | ------- | ------------------ | ---------------- | -------------------- |
| Чоловіки | 233     | 40                 | 166              | 27                   |
| Жінки    | 215     | 34                 | 126              | 55                   |
| Разом    | 448     | 74                 | 292              | 82                   |